# II. Rákóczi György
Felsővadászi II. Rákóczi György (Sárospatak, 1621. január 30. – Nagyvárad, 1660. június 7.) erdélyi fejedelem 1648 és 1660 között, megszakításokkal.

## Származása
I. Rákóczi György és Lorántffy Zsuzsanna fia volt.
Az erdélyi országgyűlés még apja életében, 1642. február 3-án fejedelemmé választotta. 1644-ben a III. Ferdinánd elleni háború idején Erdély kormányzója lett. 1648. október 11-én lépett a fejedelmi trónra.

## Hadjáratai
Báthory István nyomdokaiba szeretett volna lépni, ezért kezdettől fogva a lengyel korona megszerzésére törekedett, aminek reménye 1648 végén elenyészett, amikor a lengyel nemesség János Kázmért ültette a trónra. 1649-ben Rákóczi szövetségre lépett a kozákok hetmanjával, Bohdan Hmelnickijjel, majd 1653-ban hűbéri fennhatósága alá vonta Moldvát és Havasalföldet.
1655-ben a Lengyel–Litván Unió és Svédország közt újabb háború tört ki. A svédek ellen viszont hatalmas koalíció jött létre. 1656 végén a prostki vereség után X. Károly Gusztáv svéd király szövetségest keresett, hogy el ne veszítse a háborút. Rákóczi segítségét kérte, a radnóti egyezményben felajánlva neki Dél- és Közép-Lengyelország egy részét, ahol új királyságot alapíthatott volna. (Egy évvel korábban a lengyelek is Rákóczihoz fordultak, s ők is felajánlották neki a koronát, ha az Erdélyi Fejedelemség Svédország ellen lép hadba.) Az elbizakodott fejedelem, aki túlbecsülte országa erejét, azonnal megindította a hadjáratot. A vállalkozáshoz Zrínyi Miklós is nagy reményeket fűzött, mivel ha Rákóczi, akihez a két román vajdaság is hű volt, akkor az egyesült erdélyi–magyar–lengyel–svéd–román sereggel a törökök ellen fordul, talán a Balkánt is sikerülhet visszafoglalnia.
1657 januárjában, nem törődve a Porta tiltakozásával, szövetségben a svédekkel Rákóczi hadat indított János Kázmér lengyel király ellen, kiegészülve a moldvai és havasalföldi csapatokkal. A hadjárat első szakaszában sikeres volt: Rákóczi bevette Krakkót, aztán bevonult Varsóba, de alighogy találkozott a svédekkel, Károly Gusztáv máris magára hagyta őt és hazasietett, az országát ért újabb dán támadás miatt.
Ennek ellenére Rákóczi még mindig bízott sikerében, tovább vonult észak felé, de a lengyelek Jerzy Lubomirski vezetésével végzetes támadást intéztek Észak-Erdély ellen, és Munkács környékét is elpusztították.
Rákóczi vereséget szenvedett, a román és kozák csapatok cserben hagyták lengyel földön. Czarny-Ostrówban megalázó feltételek mellett kénytelen volt békét kérni, s csak magas összegű hadikárpótlás fejében engedték szabadon.
Rövidesen hadait Kemény Jánosra bízva eltávozott, de katonái a határnál a tatár kán fogságába estek. (Rákóczi először még ígéretet tett, hogy akár saját vagyonának feláldozásával is kiváltja a tatárok rabságából embereit, ám később ígéretét nem tartotta be.) Székelyföldet rövidesen a török és tatár hadsereg pusztította.
A Porta szembefordult engedetlen vazallusával, mire a fenyegetett erdélyi rendek 1657. november 2-án Rákóczi helyett Rhédey Ferencet választották fejedelemmé, ő azonban kierőszakolta Rhédey lemondását, és 1658. január 24-én újra elfoglalta a trónt. A törökök nem ismerték el Rákóczit, és a nagyvezír parancsára a rendek 1658. október 11-én Barcsai Ákos személyében új fejedelmet választottak, mire Rákóczi haddal indult trónja visszafoglalására. Barcsai ellen győzedelmeskedett, Szejdi Ahmed budai pasa azonban a szászfenesi csatában, 1660. május 22-én vereséget mért rá. Feljegyezték, hogy a fejedelem hadvezérhez méltóan, bátran harcolt a csatában: 17 törököt vágott le, öt lovat lőttek ki alóla, 150 testőre közül is csak 20 maradt életben.
A csatában kapott fejsebébe halt bele 1660. június 7-én.
- Rákóczi csapatai Varsó alatt
- II. Rákóczi György lovon

## Temetése
Holttestét a váradi helyőrség katonái vitték az ecsedi várába, majd onnan Sárospatakra, ahol 1661. április 24-én, Szent György napján fejedelmi rangjához illően temették el.

## Házassága
Báthory Zsófiát 1643. február 3-án Gyulafehérváron vette feleségül, a Báthory-család utolsó sarját, s az ő révén kerültek a Báthory-birtokok a Rákóczi-család kezére. A házasságból egyetlen fiú született, Ferenc, akinek apja halála után, 1660-ban a IV. Mehmed szultán nem engedte meg a fejedelmi szék elfoglalását.

## Levelezése
- A két Rákóczy György fejedelem családi levelezése; szerk. Szilágyi Sándor; Akadémia, Bp., 1875 (Magyar történelmi emlékek 1. oszt. Okmánytárak)
- II. Rákóczi György levelezéséből, 1646–1660; 65 levél sajtó alá rend. Izsépy Edit; Egyetemi Könyvtár, Bp., 1992 (Fontes et studia)